# 小矮人帝国

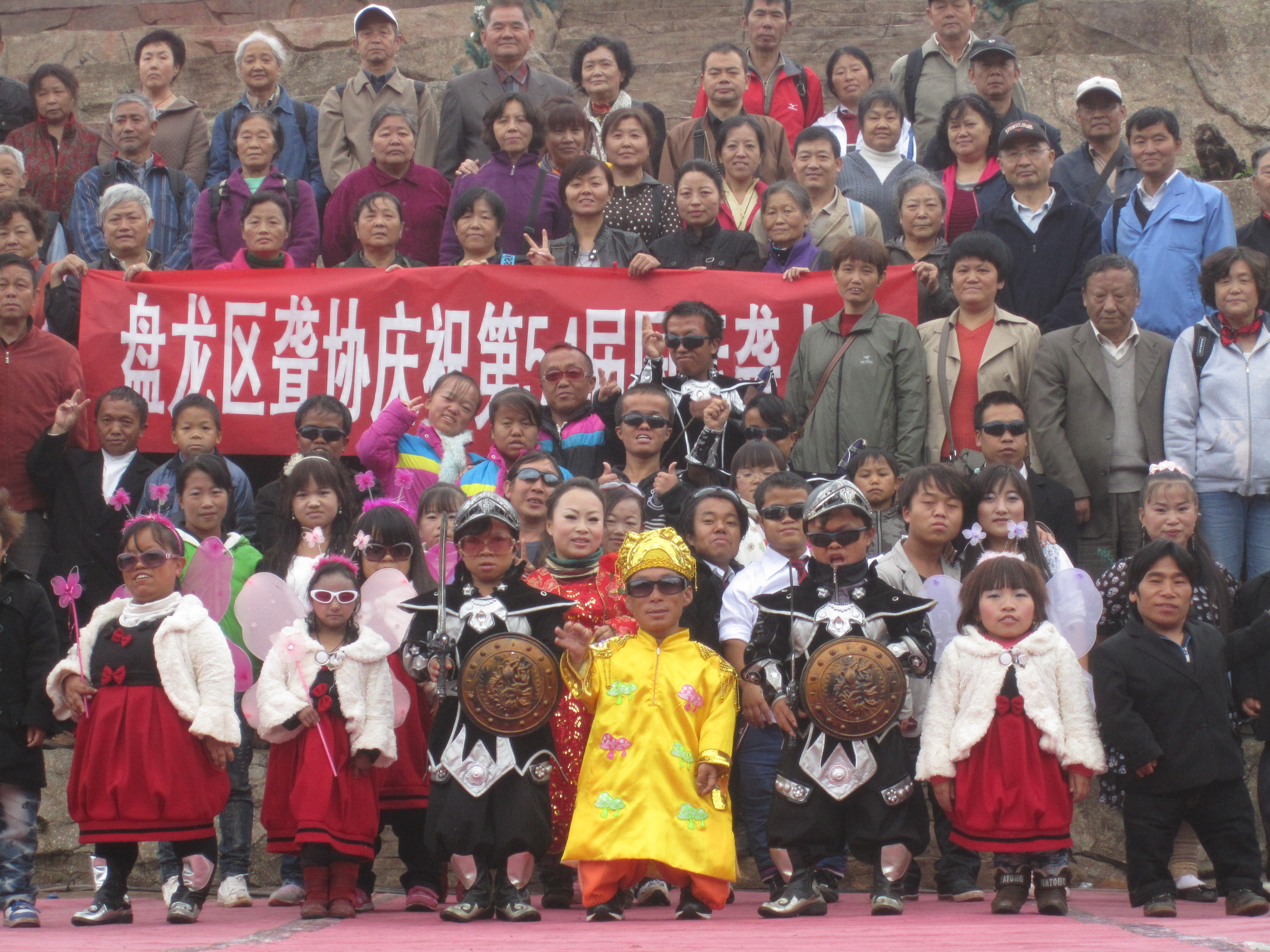

小矮人帝国，簡稱小人国、矮人国，侏儒国，是指坐落在云南省昆明市西山区碧鸡镇黑荞母村，由云南九彩云蝶生物科技有限公司开发建设的以蝴蝶主题的大型生态主题公园，世界蝴蝶生态园（又名蝴蝶谷）内的一个特殊人群生活基地。

## 簡介
2009年四川商人陈明镜創建小矮人主题公园，从當年5月份开始陆续从全国各地请来袖珍人入主园内的“小矮人帝国”。“小矮人”们在这里安居乐业，他们根据自己的身份穿着各色的小衣服，有“国王”、“守护天使”、“军队”、“卫生部”甚至“外交部”，他们甚至组成了一个“小人国艺术团”，每天在公园为游客表演節目，不少游客慕名而来，受到社会各界的关心和支持。“小人国”曾经被中国国内的众多媒体，甚至墨西哥、日本、英国、德国等国外媒体所报道。
“小人国”的整体景观并不非常丰富。到目前为止，它主要由一个阶梯式的大平台，以及33个苏斯博士风格的带有歪烟囱供王国居民假装居住的别墅组成。小矮人们在“别墅”里更换演出服，度过演出间隙的休息时间，并在演出前被游客们参观并拍照留念。
在外界普遍看來“小人国”只是世界蝴蝶生态园內以娛樂表演為目而設計的一個虛構國度。在2012年11月6日、11月7日兩天江西衛視的新闻评论类节目《深度觀察》中，小人国创始人陈明镜，小人国國王吳自民（在某些媒體資料中寫作“吳志明”）和妻子涂紹翠都受邀參加，陈明镜在節目现场表示，他为袖珍人创造了平等的生活、工作氛围，并把这个袖珍的童话王国定义为“人间大爱的慈善基地”，即“纯正的慈善机构”。

## 影響
小矮人主题公园自诞生之日起就一直饱受争议，批评者说展示矮人是最为误导和最不道德的举动，这一举动把时间倒回了以怪物表演来迎合人们好奇心的年代。
中国东北地区吉林省残疾人志愿者组织的领导人余海波曾经质疑：“他们是否只是去那里看看好奇的东西呢？”。
而美国的一个侏儒症支持机构的发言人加里·阿诺德也曾经在接受纽约时报采访时说，“我认为这太可怕了，这和动物园有什么区别？”即便是“矮人”这个词语对某些人来说都是具有冒犯性的词语，他的组织更倾向于使用“身材矮小的人”来代表对这个群体的称谓。
尽管存在争议，但“小人国”仍然会收到来自全国各地的求职申请。这一事实反应了在当前中国的就业形势下，中国残疾人仍然缺乏就业机会。